# Mamuth
A Mamuth egy olasz rockegyüttes. A zenekar 2007-ben alakult meg ebben a formában. Elődjei a Grafting és a No Underplot voltak. A tagok saját maguk írják számaik olasz nyelvű szövegét és zenéjét, melyek egyrészt az egész társadalmat érintő kérdésekkel foglalkoznak, másrészt személyes benyomásokat, érzelmeket írnak le.

## Tagjai
- Alessandro Violini (Violo) (alapító tag) (dob)
- Marco Fersini (Ferso) (alapító tag) (gitár, ének)
- Frederico Prisco (Prisco) (gitár)
- Alessio Pieroni (Pierò) (basszusgitár)

## Discográfia

### Nagylemezek
- Xxxxx Xxxxxxxx (2008. október)
- Promo, No Underplot (2001. október 23.)
- Post House Made, Grafting (2000. február 26.)

### Kislemezek
- Modelli Esistenziali (2008. február 1.)
- House Made, Grafting (2000. január 21.)

## Fellépések

### Koncertek
- Festival del Gallo d'Oro, Gallo di Petriano (2008. július 24.)
- San Marcello (2008. május 24.)

### TV szereplések
- Vallesina TV, Jesi, Olaszország (2008. március)

### Rádiószereplések
- Question d'actualité, RCF, Dijon, Franciaország

## Külső hivatkozások
- Az együttes hivatalos honlapja Archiválva 2008. május 28-i dátummal a Wayback Machine-ben